# 皇太子徳仁親王と小和田雅子の結婚の儀
皇太子徳仁親王と小和田雅子の結婚の儀（こうたいしなるひとしんのうとおわだまさこのけっこんのぎ）は、1993年（平成5年）6月9日に日本の皇居にある宮中三殿において、国事行為として行われた皇室の儀式（結婚の儀）である。本儀式により日本の皇太子徳仁親王（当時33歳）と小和田雅子（当時29歳）は結婚し、雅子は皇太子妃となった。
一連の出来事は皇太子の父である天皇明仁（当時）の皇太子時代の結婚と同様、皇太子ご成婚（ご結婚）や皇太子さまご成婚、皇太子さま・雅子さまご成婚などのようにマスメディアでは表現される。
本項では両名が婚約に至るまでの経緯や、納采の儀などの一連の関連行事、これらが与えた社会的影響などについても記述する。日時については特記がない限りすべて日本標準時（JST）で24時制で表記する。また人物の名や身位、役職名などは原則として当時のものである。

## 夫妻

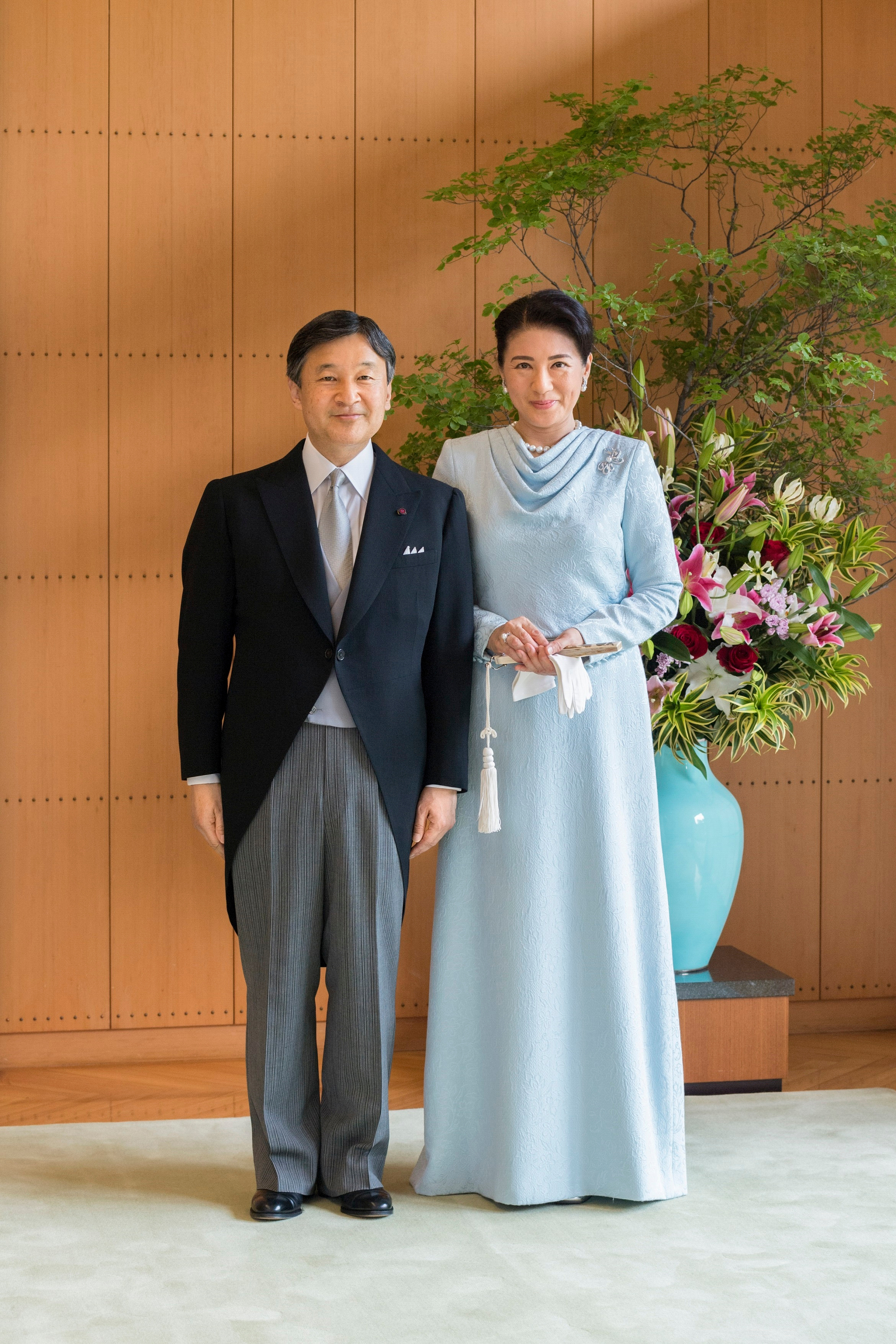
皇太子徳仁親王と同妃雅子（両者とも当時）

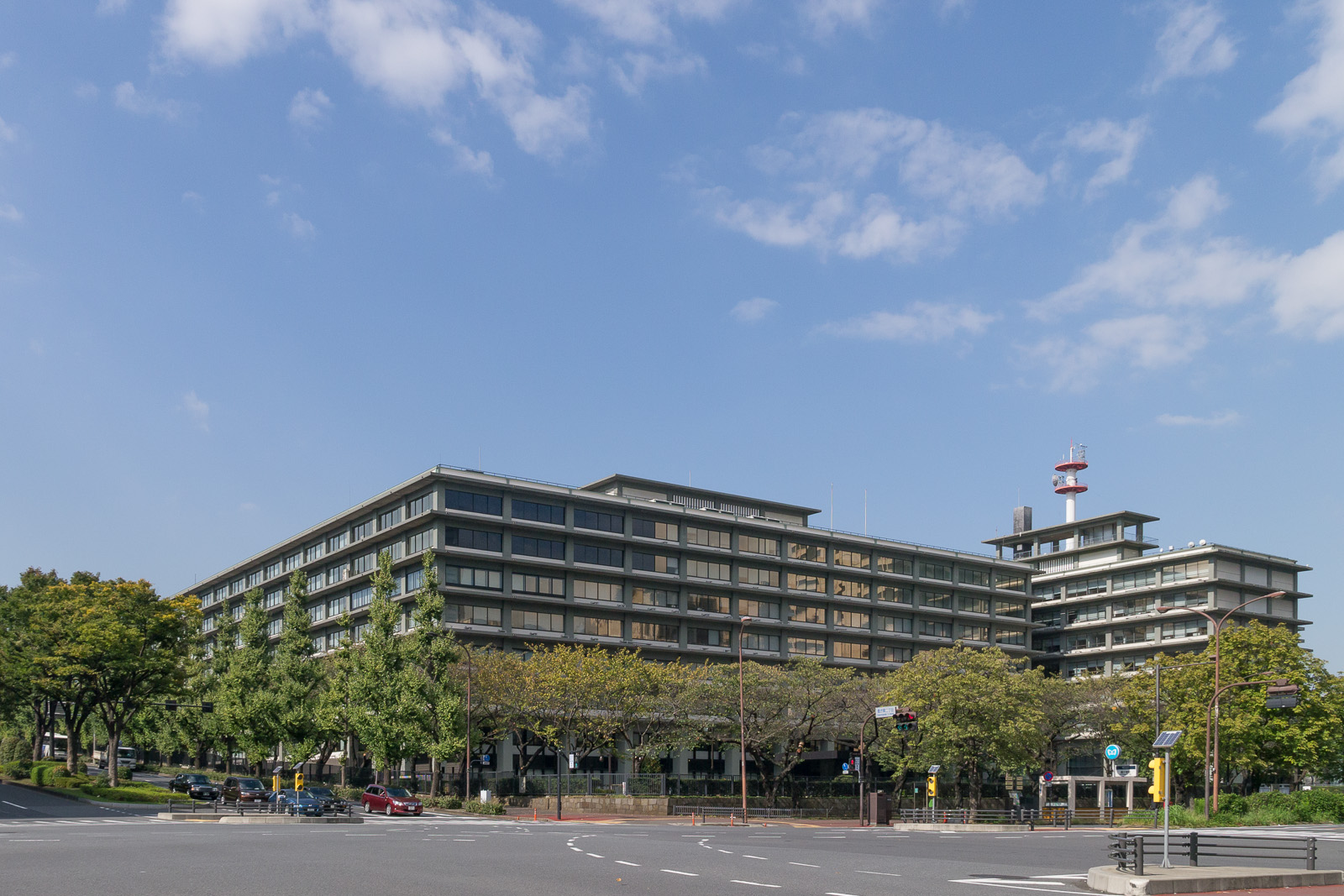
雅子の職場だった霞が関の外務省

夫となる徳仁親王は第125代天皇・明仁と皇后美智子の第1皇男子（第1子長男）であり、御称号を浩宮（ひろのみや）といった。以下の婚約と結婚が進められる間に、父帝・明仁の即位を受けて皇太子となり、31歳で立太子の礼を挙げた。2019年（令和元年）5月1日をもって第126代天皇に即位した。
妻となる小和田雅子は婚約当時外務省勤務で、同じく外交官であり当時外務事務次官を務めていた小和田恆の長女である。幼少時より父についてソビエト連邦、アメリカ合衆国での生活を経験した帰国子女で、ハーバード大学経済学部を卒業、学士入学で東京大学在学中に外交官試験に合格、中退して外務省に入省し、研修でオックスフォード大学に留学した。彼女は日本で男女雇用機会均等法が制定され、女性の社会進出というテーマに揺れた世代である。上記の徳仁親王の天皇即位に伴い、同日皇后となった。

## 婚約まで

### 出会い
浩宮徳仁親王は立太子する以前から将来の天皇として、配偶者選び（いわゆる「お妃選び」）が非常に重要視され、14歳の頃から「お妃候補」をテーマにした報道がされた。25歳の頃、宮内庁内では彼の妃候補を選ぶ計画が進められ、当時の東宮大夫・安嶋彌（1989年〈平成元年〉退官）はこの件に関する責任者を務めており各方面に候補の紹介を頼んでいた。対象は旧皇族、旧華族から学校法人学習院関係者をはじめ趣味関係の人脈にも及んだが、浩宮自身は民間からの相手を望んだとされ、自分と価値観や金銭感覚・趣味や関心が合い、家柄や身長云々よりも世間知らずでなく他人の心が分かり、人の苦しみや悩みを推し量ることができる、必要な時には自分の意見をしっかり言える女性が理想だと記者会見で語った。その紹介者のうちの一人である元外交官・中川融は、浩宮の留学中のアドバイザーでもあり信頼を得ている人物だった。
中川はソ連大使時代の部下であり、当時外務省条約局長だった小和田恆の長女・雅子を推薦した。中川によれば、優秀で自分の意見をはっきりと持ち、なおかつ人柄も優れた雅子は浩宮の理想にぴったりの女性だった。
1986年（昭和61年）10月18日、スペインの王女エレナ・デ・ボルボン・イ・デ・グレシアを迎えた東宮御所でのパーティーに100人ほどが招待され、その中に小和田家一同も招待された。このとき雅子をはじめ小和田家の人々はお妃候補としての顔見せのために招待されているとは知らされておらず、皇室からの誘いとあって断るという考えは持たなかった。中川の側も雅子の出席を恆に確認したが、この段階ではお妃選びとの関連を気付かれないように心を配っていた。当時外交官試験に受かったばかりの雅子は、お妃候補として以前に、父娘二代の外交官の卵として注目を集めていて、パーティー出席も重要な仕事のひとつである外交官としての経験を踏む意味もあり出席した。事前に資料や高円宮憲仁親王を通じて雅子の人柄を知り、この場で本人と会話した浩宮は彼女に強い印象と好感を持った。
以後雅子は、同年から翌年にかけて、東宮御所で行われた広中平祐・和歌子夫妻の夕食会に同じハーバード大学出身者として、また国際交流基金を通じて恆と面識のある高円宮邸へと続けて招かれ浩宮と会食を共にするなど、何度か交流することになった。浩宮には結婚相手を選ぶ上でプロセスを大事にしたいという思いがあり、それを理想的な形で実現しようと考えた中川や高円宮の配慮によってこのような形が作られていった。
こうして雅子は高円宮にも「この人ならお妃になれる」と評され、また浩宮自身にも強い思いを抱かせる有力候補となったが、宮内庁内では彼女の母方祖父が水俣病の原因企業であるチッソの元会長江頭豊であることに懸念を持つ幹部の意見があり、安嶋を通して浩宮に再考を促した。
なお、このチッソとの関係については、宮内庁参与でのちの婚約の話を進める際にも大きくかかわった元最高裁判事・団藤重光が、江頭は水俣病の問題が顕在化したあと同社の経営再建のために就任したもので実際の事件には関わりがなく法的責任は一切ないこと、チッソが破綻すれば補償も不可能になるため、むしろ被害者側の役に立つための立場で、全く問題ではないと一貫して主張し、小和田家を説得した。内定前後には、各地の訴訟が和解に向けて動いている。また内定後、水俣病に関する著書で知られる作家石牟礼道子は結婚の障害になったとされたことに対し「（水俣病患者は）人様の幸せを強く願っている」「水俣病が障害になったのはお気の毒です。あってはならないこと」とコメントした。

### 報道の過熱とその被害
この頃（1987年12月）、小和田雅子が浩宮妃候補であることがスクープとして週刊誌やスポーツ紙などで報じられた。マスメディアは一斉に雅子の取材に走り、周囲に（日本でいう）メディアスクラムによる混乱をもたらした。雅子が出勤しようとする小和田邸前に数十人の取材陣が集まり、玄関を出たとたんにカメラのフラッシュを浴びせテレビカメラを向けた。また帰宅中の彼女を尾行して、深夜でも構わず暗がりで声をかけ恐怖を与えた。雅子はときにこういった取材に対し、怯えて家に駆け込み父親に助けを求め、あるときは彼のアドバイスを受けて毅然と対応し、記者に名刺を渡すよう要求することもあった。発端となったスクープを載せた『週刊女性』1988年1月14日新春特大号は104万部の良好な売れ行きで、報道は非常な注目を集めた。
中川はこの頃、ようやく小和田家に自分が雅子をお妃候補として推薦したことを明かした。小和田家はお妃候補を固辞し、チッソ関連の問題もあって候補からもいったん消えることになった。
1989年（昭和64年/平成元年）、浩宮の結婚問題を気にしたまま昭和天皇は崩御し、平成となった日本で浩宮は皇太子となり、東宮仮御所に暮らすようになった。
オックスフォード大学に留学した雅子は、1年ほど経って再度取材攻勢に見舞われた。当時行われた皇太子のベルギー訪問の合間に、彼が雅子と会うのではないかとマスコミが憶測したためだった。また一部の記者は、皇太子自身がまだ雅子を思い続けていることを把握していた。しかし、祖母・江頭寿々子のすすめで自分の口からはっきりと否定する決意をした彼女は、1989年9月、取材陣に対し「この件については、私はまったく関係ございませんので」と発言し、「外務省の省員としてずっと仕事をしていく」と否定し取材中止を求めた。この「完全否定」は広く報道され、母・優美子もインタビュー上で否定をした。この頃の彼女としては結婚に対する興味そのものが薄かったという。雅子はその後帰国し、外務省で北米局北米第二課に配属され、海部俊樹や竹下登、三塚博といった政府首脳の外交時の通訳を務めるなど仕事に励んだ。
それから数年、お妃選びは続いていたが、メディアスクラムは対雅子にとどまらず他の候補女性たちにも行われた。同じように彼女らを追い回して勝手に写真を撮り、苦情を言うと「絵が撮れればいいんですよ」と配慮のない態度を取られ、近隣に迷惑駐車をされるなどで、「思い出したくもない嫌な出来事」と回想する候補や娘の心に傷が残ると心配する家族もおり、実際テレビでは「関係ありません!」「迷惑です」と強く拒絶する彼女らの姿が放送された。またマスコミ被害以前に、民間のみならず旧皇族・華族の候補やその親たちであっても、自由が保障されず苦労を強いられる皇室入りに対し強い拒否反応を示す人々が少なくなかった。その上皇太子という立場では、気軽に女性と知り合う機会を増やすことが困難だった。
このような中で、候補とされた女性たちは次々に辞退し、弟である礼宮文仁親王（秋篠宮）が兄よりも先に結婚するなど、国民の間には結婚問題へのいらだちが募っていた。皇太子は彼の受けた帝王学ゆえに、自分の気持ちと同時に周囲の意見も尊重したいという考えを記者会見で述べていたが、当時の宮内庁長官・藤森昭一に対しては「やはり雅子さんでなくては」という思いをたびたび伝えていた。

### 再び候補に浮上・プロポーズ
1992年（平成4年）1月、皇太子は「小和田雅子さんではだめでしょうか」と安嶋のあと東宮大夫になっていた菅野弘夫に告げた。4月27日、藤森は東宮侍従長の山下和夫、菅野、参与の団藤らとともに会議を開き、再び雅子を候補として進める計画を始め、中川は元外務事務次官で国際協力事業団総裁だった柳谷謙介に協力を依頼した。柳谷は、その当時の事務次官となっていた、元部下に当たる小和田恆に働きかけた。終わった話と思っていた恆は、皇太子自身からの希望を伝える柳谷の言葉に驚いたものの、雅子にこれを伝え、彼女はその後の複数にわたる関係者の「一度でいいからお会いしてほしい」という熱心な働きかけに応えて一度は再会することにした。8月16日、柳谷に連れられた雅子は、千代田区三番町の宮内庁長官公邸で皇太子と再会した。
同時に宮内庁は、マスコミに対し2月13日から3か月毎更新の形で皇太子妃報道を自粛する報道協定（皇太子妃報道に関する申し合わせ）を申し入れていた。これまでお妃候補が強引な取材でマスコミ不信に陥り、交際を発展させるにも支障をきたしていることへの配慮だった。各社はこれを受け入れた。

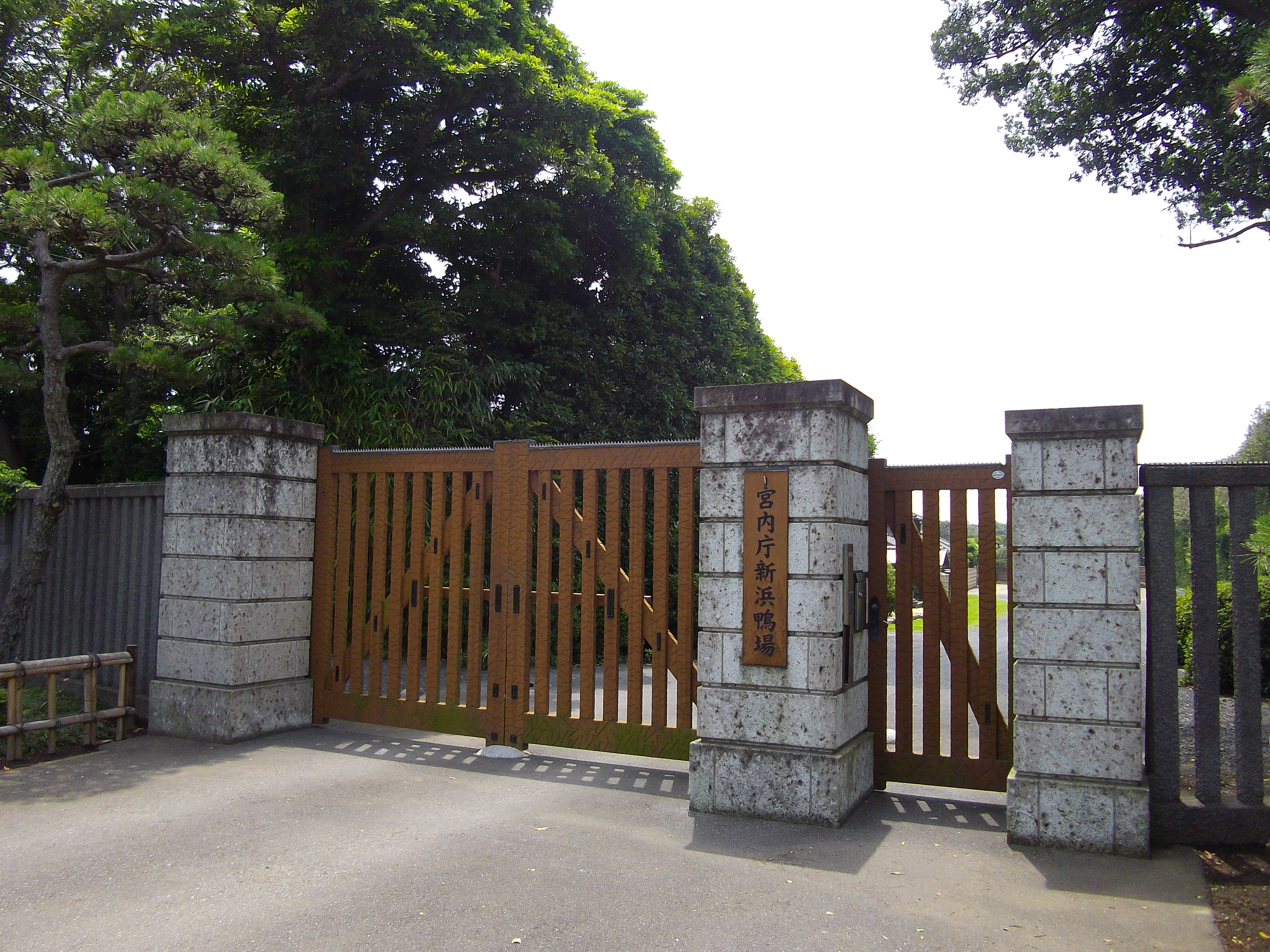
宮内庁新浜鴨場

10月3日、皇室が接待に使用する千葉県市川市の新浜鴨場で、皇太子と雅子を二人きりでデートさせる計画が実行された。天皇・皇后が山形国体に行幸啓するため取材陣の注目がそちらに向くようにこの日が選ばれたとみられる。さらに内部からの情報漏れを防ぐため、この計画は東宮大夫と侍従長ほか数名しか知らされず、鴨場では場長のみに伝えて他の職員は休ませた。護衛については全く同行させず、後日皇宮警察官の間で反発もあったとされるが、実際には事前に皇太子の意向で幹部一人にこの件を伝えて理解を得ている。内舎人と呼ばれる男性職員一人がワンボックスカーを運転して後部座席に隠れた皇太子を運び、その後を山下がマイカーで護衛した。仮御所ではその間彼が部屋にずっといたように見せかけるため、職員が部屋に届けた彼の食事を誰かが代わりに食べて空の食器を食堂に下げるという徹底ぶりで、誰も気付くことはなかった。
こうして皇太子と、柳谷夫妻に連れられて鴨場に来た雅子は会うことができ、二人は鴨場を散策しゆっくりと会話した。この場で皇太子は雅子に「私と結婚していただけますか」とプロポーズした。皇太子は「外交官として仕事をするのも、皇族として仕事をするのも国を思う気持ちに変わりはないはず」と説得した。雅子は即答せず、断る可能性を伝えたものの、その後も電話で連絡しあう約束をした。

## 婚約

### 結婚受諾の決意
求婚された雅子は、以前とは違って芽生えてきた結婚願望、皇太子の真摯な説得の言葉やその人柄にひかれる心、日本のために自分を役立てたいという気持ちと、仕事のやりがいを感じている外務省で女性が課長以上に出世できない現実が見えてきたこと、家族に対しても行われる関係者らの説得などの間で、どう返事をするか悩み、10月中旬には気持ちが固まらないという内意を漏らし、また体調を崩し10日間ほど仕事を休んだ。皇太子はそれに対し返事を催促するようなことはせず、雅子を追いつめずに「時間をかけて納得がいくまで考えてください」と返事を待ち続けた。
しかし11月後半頃には、次第に皇室で役立つことが自分の役割なのではないかと考えるようになり、悩む雅子に対し皇太子が「皇室に入られることにはいろいろ不安もおありでしょうけれども、雅子さんのことは僕が一生全力でお守りしますから」という言葉を告げたことが決意を促した。12月9日、雅子の誕生日には午前0時になると同時に電話をして誰よりも早く祝福し、彼女に対し「本当に幸せにしてあげられるのだろうか」と悩んだことを打ち明けた。雅子は12月12日の午後、仮御所訪問時についに受諾の返事をした。
このとき雅子は「本当に私でよろしいのでしょうか」と皇太子に尋ね、肯定されると「お受けいたします限りは、殿下にお幸せになっていただけるように、そして、私自身もいい人生だったと振り返られるような人生にできるように努力したいと思いますので（後略）」と答えている。
12月25日、雅子は仮御所で天皇・皇后と初めて会い、皇太子とともに歓談した。年末、雅子は両親に、これまでへの感謝と新しい人生への決意を伝えるクリスマス・カードを贈っている。

### 婚約内定
内定以来、雅子のスケジュールや皇太子との連絡は東宮侍従の曽我剛が管理し、護衛の手配、成婚のために購入するものの準備や業者などを指示した。また友人への手紙なども彼のチェックを受けた。
年が明けて1993年1月6日、報道協定の外にあるアメリカの新聞『ワシントン・ポスト』が、皇太子妃が雅子に内定したことを報じ、日本国内での協定は事実上無効になった。これに伴い、日本国内のマスコミも一斉にこの件を報じた。この日の夜、20時45分、テレビ放送は全ての放送中の番組を打ち切り、NHK総合テレビは『NHKニュース21』（20:45 - 22:30）、テレビ朝日は『皇太子妃に小和田雅子さん内定』（20:45 - 22:00）、フジテレビは『皇太子妃内定』（20:45 - 23:55、実際にはコマーシャルがたまたま開始をまたいだため他局より26秒ほど遅れて開始）、皇太子妃内定に関する緊急特別番組に切り替え、全国の新聞社24社が号外を発行した。また翌日の朝刊、各ワイドショー、翌週の女性週刊誌、総合週刊誌がこの件を祝賀する関連報道に埋め尽くされた。
婚約以前の雅子はトレンチコートなど、男性に伍して働く外務省勤務のキャリアウーマンらしいファッションが多かったが、婚約が明らかになって以降はドイツのブランドのコートなど、気品あるファッションでマスコミ、世間に話題を呼び、以前マスコミに追い回されたときとは違って表情も柔らかくなった。1月8日、内定報道後初めて自宅から姿を現し、皇室会議のために帝国ホテルでポートレイトを撮影した際は、白いコートに、白とピンクの格子柄ジャケットとピンクのスカートの襟なし丸首スーツ、真珠のネックレスとブレスレットで、優雅でいかにも皇太子妃らしい姿への変貌に驚きの声をあげた報道陣もいた。
皇太子はこの新年の歌会始（1月14日）で、婚約の喜びを次のような和歌に詠んだ。

### 皇室会議と婚約会見
|  | 氏名             | 身分           | 表示 |
|  | ---------------- | -------------- | ---- |
|  | 三笠宮崇仁親王   | 皇族           |      |
|  | 崇仁親王妃百合子 | 皇族           |      |
|  | 櫻内義雄         | 衆議院議長     |      |
|  | 村山喜一         | 衆議院副議長   |      |
|  | 原文兵衛         | 参議院議長     |      |
|  | 赤桐操           | 参議院副議長   |      |
|  | 宮澤喜一         | 内閣総理大臣   | 議長 |
|  | 藤森昭一         | 宮内庁長官     |      |
|  | 草場良八         | 最高裁判所長官 |      |
|  | 藤島昭           | 最高裁判所判事 |      |

皇族男子の結婚にあたり、皇室典範によって行われることになっている皇室会議が、この婚約に関しても1993年1月19日午前8時30分から宮内庁特別会議室で行われた。出席者は三笠宮崇仁親王と同妃百合子、内閣総理大臣宮澤喜一（皇室会議議長）、衆議院議長櫻内義雄、同副議長村山喜一、参議院議長原文兵衛、同副議長赤桐操、最高裁判所長官草場良八、同判事、宮内庁長官藤森昭一の10名で、藤森が先に撮影された雅子の写真と略歴を説明し、全員が起立してこの結婚に賛成を表し、19分で終了した。
同日に行われた婚約会見では、東京都港区青山の「アトリエ 角田明美」が制作した同じデザインの2着のワンピースのうち、レモンイエローの方を雅子が家族と相談して選んだ。この服に合わせた靴を「リュウスケカワムラ」（河村龍介）、花の飾りのついた同色のピルボックス帽を「ベル・モード」にオーダーした。会見当日はこれに同色のバッグ、真珠のネックレス・イヤリング・白い皮手袋である。
テレビで生中継されたこの会見では、事前用意されたマスコミからの質問文書に答え、プロポーズの日時や様子、その返事の言葉が詳しく回答された。また、婚約に当たり、一部の皇室評論家が、皇后が雅子を招いて説得したという話を女性週刊誌でコメントし事実であるかのように流布された件を、この会見上で事実ではないと二人で否定している。実際は皇后は当事者と周囲の職員に任せる姿勢を取り特定の人物を支持することはなかったのだが、噂に分かりやすい「物語性」があるためか、とくに日本国外のメディアでは否定後も事実であるかのように流布し『ヴァニティ・フェア』にはこれを元にして、皇后が雅子に（自分の皇室入り後に受けたような）迫害から守ると約束したという「作り話」が掲載された。会見後、皇太子と雅子は各宮家に挨拶に回り、夜には天皇が小和田家の家族とともに雅子を招き、天皇家、秋篠宮家と夕食を共にした。この際、皇后から雅子に皇太后（香淳皇后）から受け継がれたルビーの指輪が贈られた。
2月9日、雅子は外務省を退職、職員らに花束を贈られ、省舎をあとにした。
3月12日から、一般に「お妃教育」といわれる、婚約者に皇族として必要な知識などを講義するご進講（ごしんこう）が行われた。雅子が堪能な語学を省略しても週に4日のペースで6週間、計50時間、宮中祭祀、皇室制度や皇室典範・憲法、日本歴史、和歌、書道などで、祭祀と制度関係は親王妃の2倍近い時間だった。雅子は数十冊のノートを取り熱心に学習したという。

### 納采の儀
一般の結納にあたる納采の儀は4月12日9時00分から行われた。使者役である東宮大夫の菅野弘夫が小和田邸を訪れ、金屏風の置かれた1階の16畳の応接間に納采の品が届けられた。品の内訳は以下のような物である。
絹地5巻
のちにドレスなどに仕立てられる絹の服地。京都の龍村美術織物製で、朝見の儀で着るローブ・デコルテに使用された「明暉瑞鳥錦」（めいきずいちょうにしき）という白地に金箔の入った生地、桃色系のうす香色生地「四方（よも）の海」、金糸入り若草色生地「呉竹」、白地にうす桃色をぼかし金糸の入った「楽興の時」、水色の「やまなみ」で、最後の2点は皇后が育てたカイコの糸が使われた。
清酒一荷
宮内庁御用達の蔵元から納入した清酒一升瓶6本が白木の箱に納められたもの。
鮮鯛一折
日本近海で獲れた大きさ50cm以上、2匹で10kgを越える大物の生のマダイ雌雄一対（計2尾）を、八の字の形に台の上に並べたもの。
この鯛以外には白い掛け紙と輪結びにした金銀の水引が結ばれていた。
菅野は雅子と両親の前で納采の口上を述べ、品の目録を白木の台に載せて雅子に手渡した。
このときの雅子の服装は、皇后美智子が東京都中央区日本橋の呉服店「満つ本」に依頼して誂えたもので、黄金色の紗綾形地紋に、扇に骨を付けない「地紙散らし」の瑞雲扇面模様本振袖、皇后美智子が1958年（昭和33年）の婚約発表時に身に付けた朱色七宝華紋の丸帯で、もともとは皇太后良子（香淳皇后）から譲られたものに、真珠の帯留を付けた。両親はモーニング・色留袖であった。
儀式が終わると雅子と両親は皇居を訪問し、天皇・皇后・皇太子に挨拶をした。この日、天皇・皇后が用意した真珠の指輪を皇太子が雅子に贈り、訪問の帰りに左手の薬指に嵌めている。

### 告期の儀から結婚前日まで
1月8日に、結婚の儀の日取りは5月下旬ごろにと報道されていたが、正式な日付は6月9日となった。
4月20日10時00分、結婚の儀の日取りを皇室の使者が伝える告期の儀（こっきのぎ）が行われた。侍従長山本悟が小和田邸を訪れ、金屏風の前でエメラルドグリーンのワンピースの雅子、モーニングの父親とワンピースの母の前で、結婚の儀が6月9日に決まったことを伝達し、1分で終了した。
小和田家では4月17日に結婚の報告のため新潟県新潟市の泉性寺へ先祖の墓参りをし、最後の家族旅行として5月15日に箱根で1泊した。並行して衣装や儀式の打ち合わせ、リハーサルも続いた。4月28日には皇太子と雅子とで吹上御所（大宮御所）の皇太后のもとへ挨拶に出向いている。
6月4日、小和田家の家族と雅子の祖父母たちは、マスコミらの注目のため外出もままならない中、その追跡を逃れて松濤のレストラン・シェ松尾を訪れ、皇太子がかつて訪問した個室「インペリアル・ルーム」で家族水入らずの最後の外食をした。前日6月8日午前には、結婚を前に婚約者同志が和歌を贈り合う贈書の儀（ぞうしょのぎ）が行われた。また雅子はこの夜、家族とお手伝いの女性に、身の回り品やアクセサリーなどのプレゼントを贈り、父あてに添えられたカードには「長いこと有難うございました。胸が一杯で書けないの。ごめんなさい」としたためた。

## 結婚の儀と一連の儀式

### 結婚の儀
6月9日当日、東京都の天候は前日より雨であった。この日は日本において「皇太子徳仁親王の結婚の儀の行われる日を休日とする法律」によるこの年限りの臨時の休日であり、皇太子の結婚の儀・朝見の儀・宮中饗宴の儀は国事行為として行われた。
また結婚関連儀式は4月9日の「神宮神武天皇山陵及び昭和天皇山陵に勅使発遣の儀」から納采の儀をはじめ6月29日の「昭和天皇山陵に謁するの儀」まで合計で15件ほどが行われたが、3つの国事行為以外は皇室の私的行事として扱われた。
6時30分、東宮侍従長と女官長が雅子を迎えに上がり、雅子は水色に水玉模様の地紋が入ったシルクのツーピースで目黒区の実家を後にした。同居の家族たちとお手伝いの女性、ショコラという名の飼い犬に挨拶し、宮内庁からの迎えの車に乗り込んだ。雅子の母・優美子は「お体に気をつけて、お国のために一生懸命お務めしてほしい」と伝えた。
皇居到着後は御潔斎所に入り、伝統に基づいた平安装束の正装への着替えを行った。
徳仁親王は皇太子だけが身につけることができる、上る朝日の色といわれる黄丹袍の束帯と垂纓（すいえい）の冠、笏、雅子は大垂髪に、亀甲を地紋に白い支子紋をあしらった二陪織物の青色唐衣、若松菱文を地文に南天をくわえた尾長鳥を紅色の丸い紋にした黄色の表着、忍冬唐草（にんどうからくさ）を立涌（たちわき）に配した地文の固地綾（かたじあや）で、夏の色目である花橘（はなたちばな）の五衣（いつつぎぬ）、濃色（こきいろ）幸菱文（さいわいびしもん）生（きの）固地綾の単、白小袖、濃色精好（せいごう）織りの長袴の十二単姿で、桐竹鳳凰を地摺絵（じずりえ）とする穀織（こめおり）の裳をつけ、手には皇后から譲られた檜扇を持っていた。文様のクチナシは黄丹袍を染める染料のひとつである。
10時00分から始まった宮中での結婚の儀では、二人は宮中三殿の賢所に昇殿し、回廊から賢所の内陣に進み、右に皇太子、左に雅子が、それぞれ半畳の畳に着席した。皇太子が内々陣の八咫鏡に玉串を捧げ、立ち座りを繰り返して4回拝礼する「両段再拝」をし、雅子は着席のまま拝礼した。皇太子が結婚を奉告する告文（つげぶみ）を読み、その後賢所の外陣に移り、掌典長から神酒をいただいて、最後に拝礼し15分間で終了、続いて約10分間、皇霊殿、神殿に拝礼した。退出後に、皇族代表として秋篠宮夫妻が拝礼したほか、儀式中の皇太子夫妻拝礼時には参列者も拝礼した。儀式前後には、神楽歌が奉納された。
この儀式には天皇・皇后をのぞくモーニング姿の男性皇族とアフタヌーンドレス姿の女性皇族たち、三権の長、各都道府県知事、雅子の親族など計812人が賢所の前庭にある幄舎（あくしゃ）で参列した。雅子の母・優美子と妹たちは涙をハンカチで押さえながらこの儀式を見ていた。

### 朝見の儀
続いて東宮仮御所で昼食後、皇居正殿・松の間で15時00分から結婚後初めて天皇皇后に会う儀式、朝見の儀（ちょうけんのぎ）が行われた。
皇太子はホワイトタイに大勲位菊花大綬章、皇太子妃は皇族女子の第一礼装であるローブ・デコルテに、香淳皇后、皇后美智子と受け継がれているダイヤモンドのティアラほか揃いのアクセサリー一式、勲一等宝冠章、オペラグローブを身に付けて儀に臨んだ。ローブ・デコルテは森英恵デザインであり、納采の儀で贈られた織り柄の生地「明暉瑞鳥錦」で仕立てた。
皇太子夫妻は結婚を報告し、天皇皇后は祝福の意を伝えて、親子固めの杯が交わされた。具体的には、御台盤（テーブル）に儀式の料理や、黒豆をみりんで煮た「九年酒」が用意されており、それぞれがこの酒を飲み、御台盤の上で箸を立てる儀式をして終了した。
高円宮憲仁親王は、「あれをお付けになるためにお生まれになったというぐらいお似合い」と皇太子妃のティアラ姿を絶賛した。
儀式後、皇居宮殿竹の間で記念撮影が行われ、夫妻となった二人と天皇・皇后が並んだその写真は、公式のものとして報道などで広く公開されている。このあと、吹上御所の皇太后に挨拶をした。

### パレード

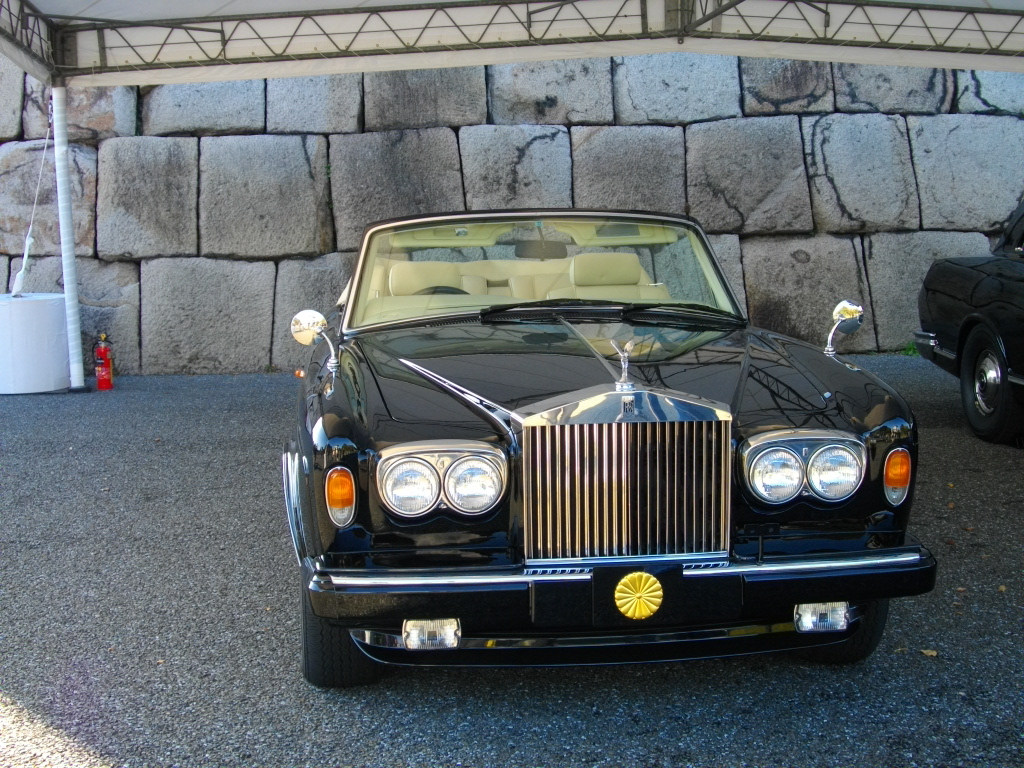
パレードに使用されたロールス・ロイスコーニッシュIII

朝見の儀を終え16時42分、皇太子とともに皇居宮殿南車寄に現れた皇太子妃は、ローブ・デコルテの上に薔薇の花びら形の白と金の飾りを襟にあしらった半袖のジャケットを着用し、ドレスと共布のハンドバッグを手にしていた。デザインした森によればこれは彼女が雅子に会ったときの印象が「静かな方だが華やかで白い薔薇のような女性」であったためで、花びらを一枚一枚フラワーアレンジメントのように取り付けた。
皇太子同妃のパレードでは即位の礼で使用されたロールス・ロイス・コーニッシュIIIのオープンカーに乗り込んだ。雨は夫妻を祝福するかのようにこのパレードの前に止み、薄日が差し天気は回復していた。このため、10数分前にオープンカー使用を決定した。
オープンカーは16時45分に宮内庁楽部の演奏する近衛秀健作曲・指揮の「平成の春」、團伊玖磨の「新・祝典行進曲」に送られて出発した。沿道では警視庁音楽隊・消防庁音楽隊・陸上自衛隊中央音楽隊も「新・祝典行進曲」を演奏し、上智大学前で聖イグナチオ教会聖歌隊の「喜びの歌」斉唱もあった。
パレードのオープンカーは周囲を白バイやパトカーなどが護衛して全長170メートルに及び、コースは皇居正門の二重橋から、皇居前広場を出て内堀通りに沿い、警視庁本庁舎前、最高裁判所前を通り、半蔵門前から新宿通りに曲がり、四谷見附交差点を曲がって赤坂迎賓館前から、赤坂御用地の鮫が橋門まで4.25キロメートルであった。
パレードは約30分間で、その沿道を19万2千人（資料によっては約20万人）の人々が日の丸の小旗を手に持って埋め尽くし、夫妻に祝福の言葉をかけた。中には沿道にある学習院初等科の生徒たちも含まれた。この間、夫妻は笑顔で沿道に手を振り続けていた。

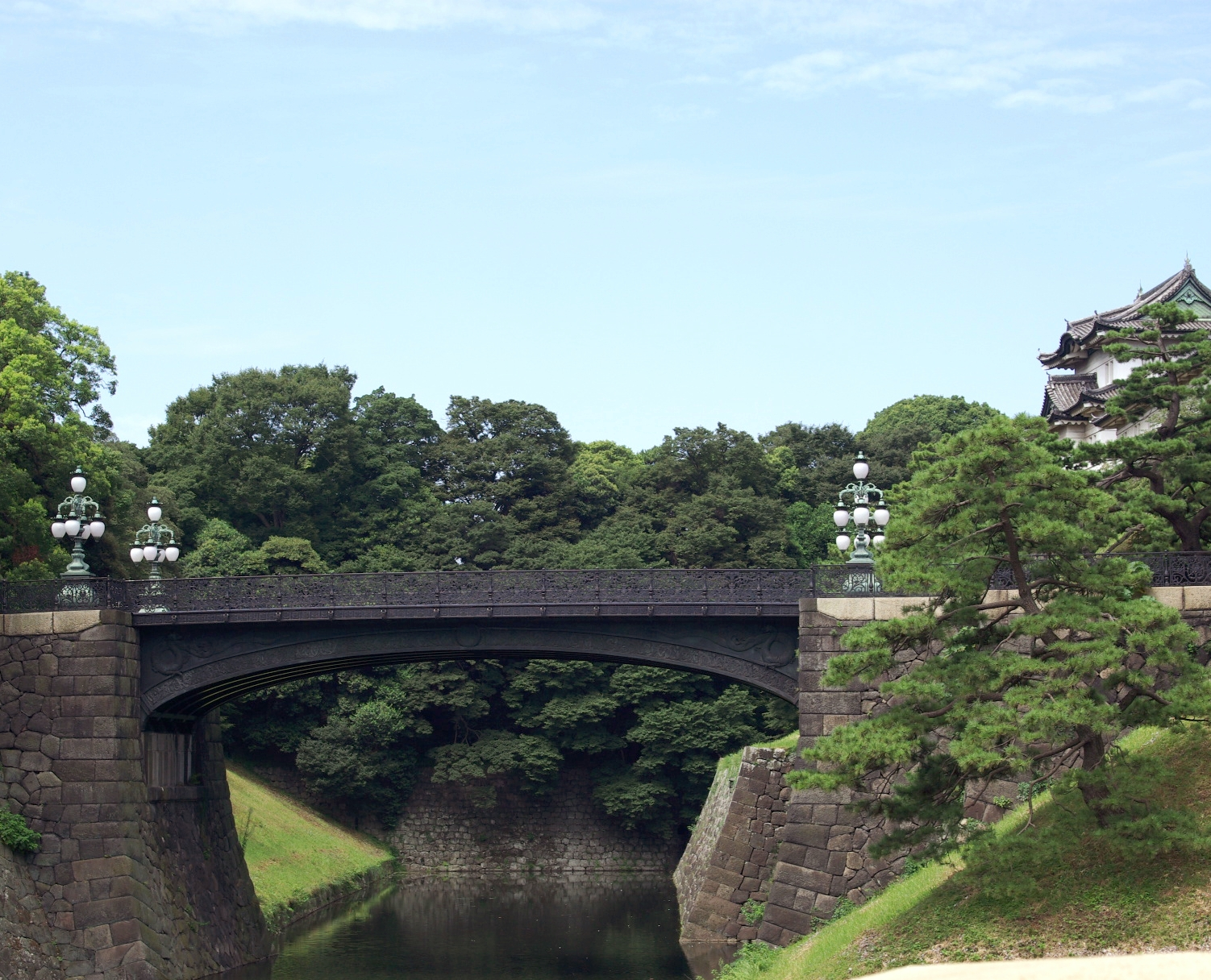
二重橋
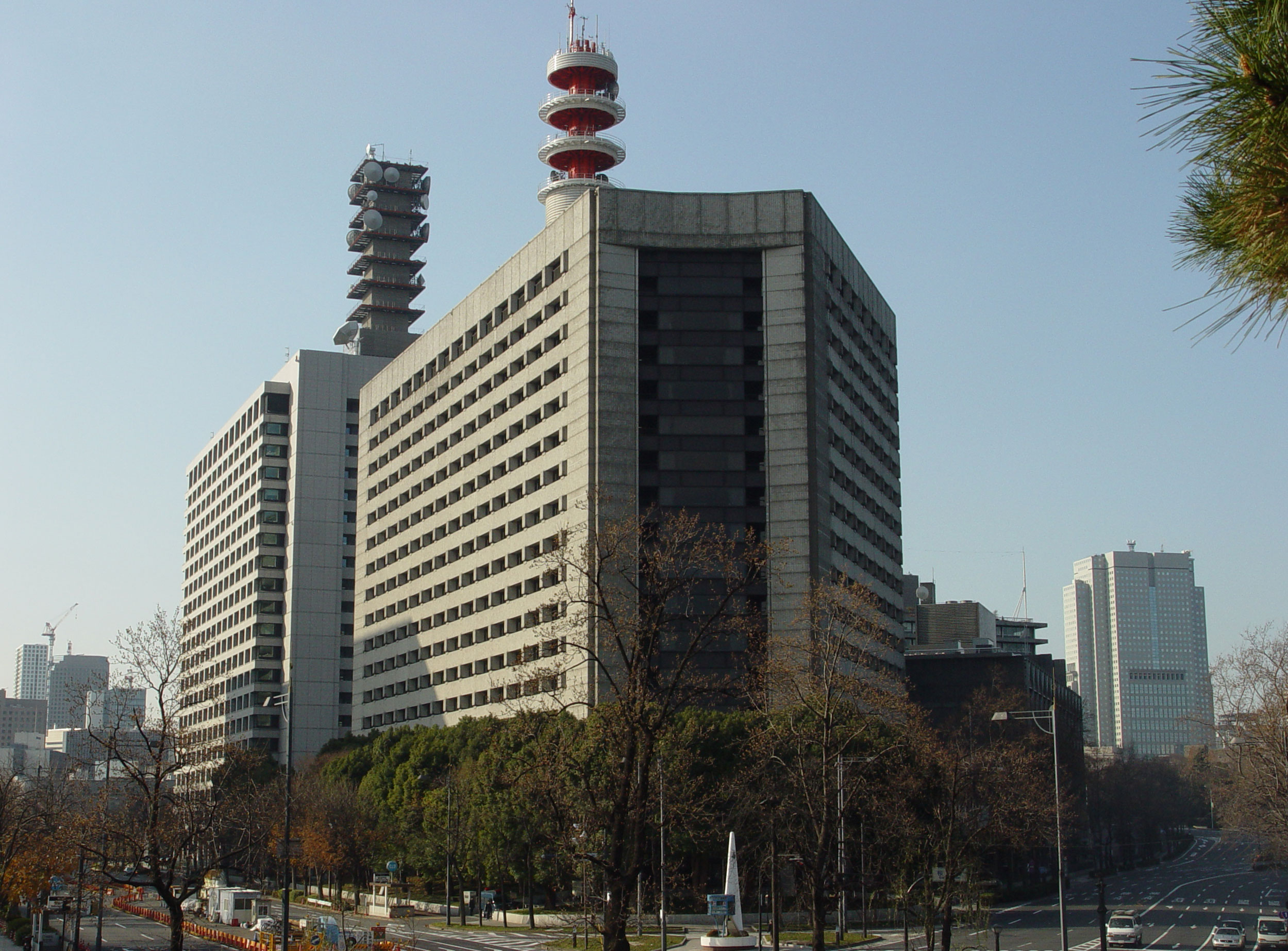
警視庁前
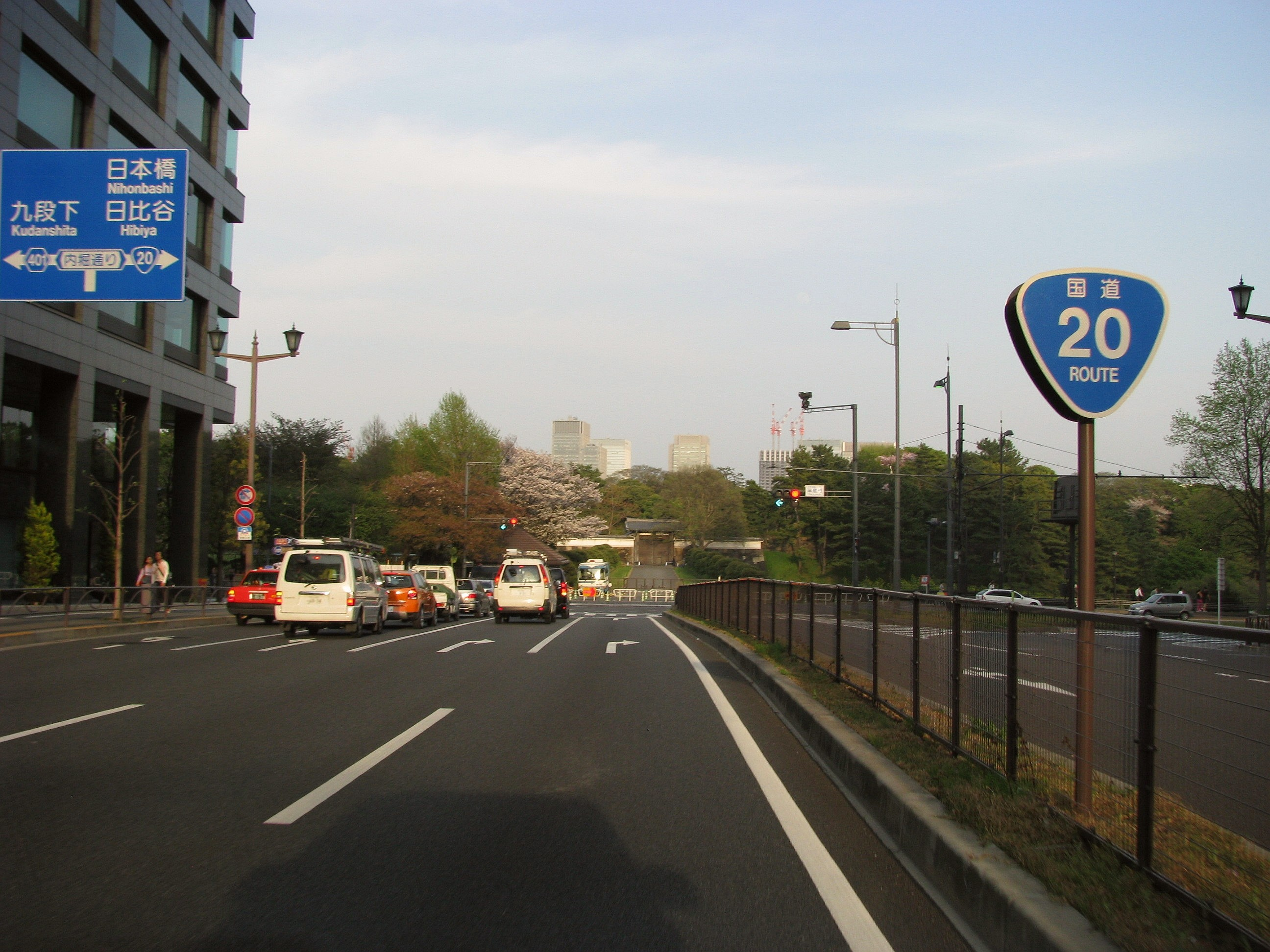
半蔵門交差点付近
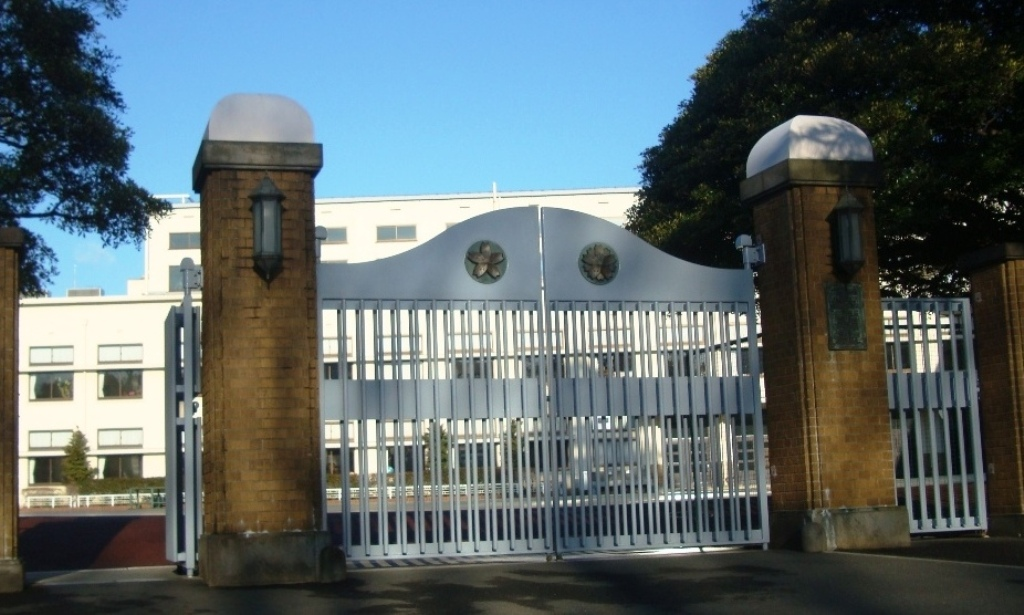
学習院初等科
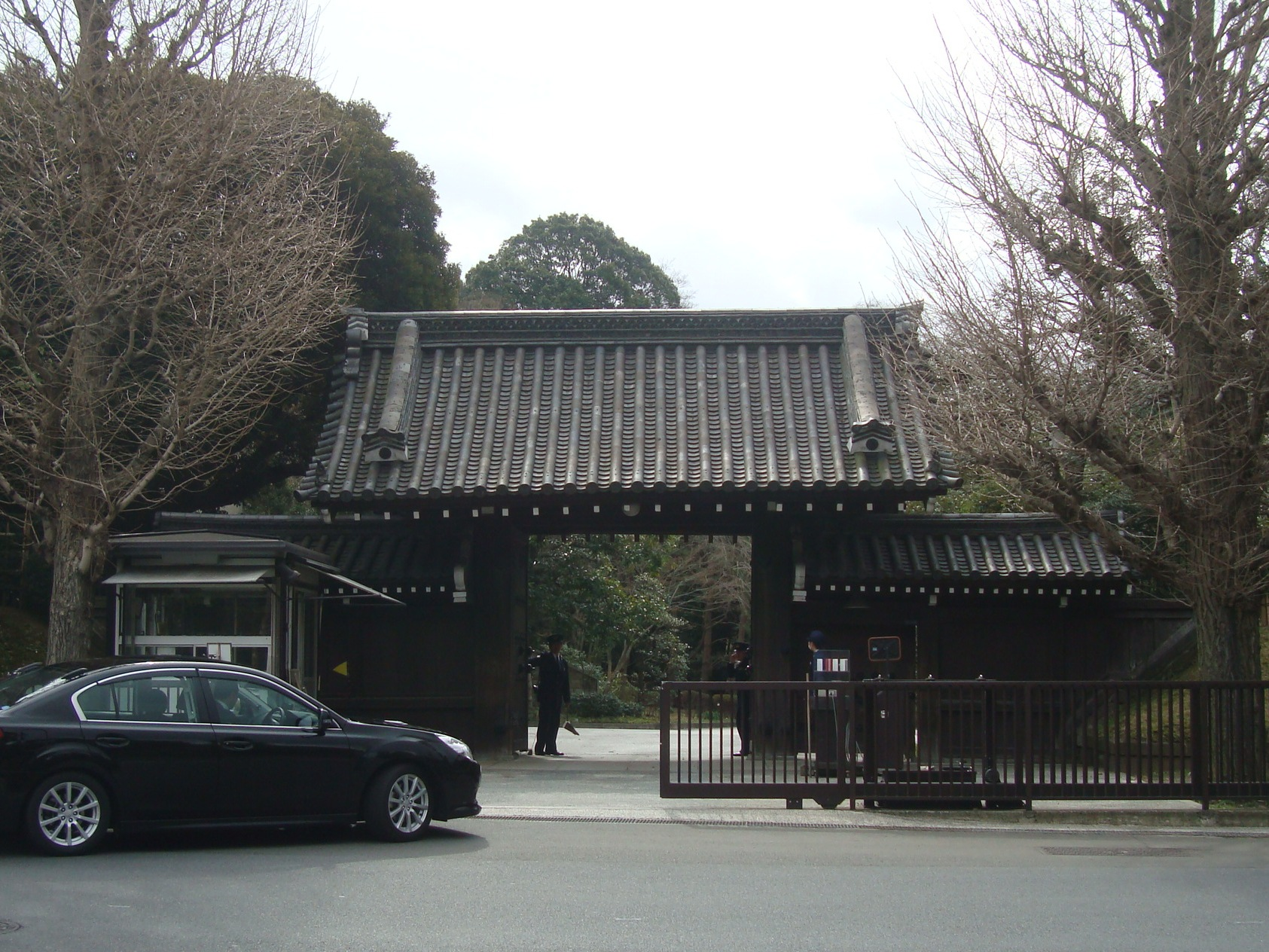
赤坂御用地・鮫が橋門

パレードが終わるころ、宮邸内のテレビで中継を見ていた高円宮憲仁親王は、同妃久子と娘たちを連れて出かけ、赤坂御用地内でパレードを終えた二人を直接迎えた。
18時00分には一般の三三九度にあたる供膳の儀（くぜんのぎ）で、御饌（ぎょせん）と呼ばれる儀式用料理と酒が用意された御台盤に箸を立てる（形式的に食べるまねをする）儀式、21時00分からは、子孫繁栄を願って妃の年齢の数の餅を4枚の銀盤に並べ箱に納めて供え、3日間寝室に置く三箇夜餅の儀（みかよもちのぎ）が行われて一日の儀式が終了した。
同日、本籍地の新潟県村上市役所では大会議場に金屏風と紅白幕で飾った専用の会場と同市伝統工芸品の堆朱製専用収納箱（朱肉などを収納）を用意し、官報による結婚成立の報を受けた直後の11時00分より、当時の市長・若林久徳が自ら小和田雅子の戸籍の除籍事務を行い、6月16日に彼女の名が皇統譜に登録されて、彼女は姓を持たない皇族の一員となった。

### 宮中饗宴の儀
宮中饗宴の儀（きゅうちゅうきょうえんのぎ）は一般の披露宴にあたる。皇太子夫妻の場合は、皇居の豊明殿で6月15日から3日間、昼夜1回ずつの計6回行われた。第1回目の饗宴は首相や衆議院議長などが出席した。
このときの夫妻の衣装は、皇太子は昼にモーニング・夜はタキシードで統一し、皇太子妃の1回目（15日昼）は森英恵デザインによるアンズ色のローブ・モンタント、夜は芦田淳がデザインしたロイヤルブルーのイブニングドレス、6月16日昼は、納采の儀で贈られた絹地「やまなみ」を使い芦田がデザインした水色のローブ・モンタント、夜は森によるシルバーとピンクのイブニングドレス、6月17日昼は髙島屋デザイナー伊藤すま子デザインのパールピンクと白のドレス、外交関係者を迎えた6月17日夜は青竹色の帯を合わせた白地に束熨斗模様の振袖姿だった。
衣装デザインには皇后の薦めで三笠宮妃百合子らがプロトコールの相談を受け、皇后からもアクセサリーを自由に使うように協力が申し出られた。引出物として菊の紋入り生菓子、つがいのオシドリを描いた銀製のボンボニエールなどが招待客に贈られた。招待客の総数は2700人、総費用は1億7000万円が費やされた。
このほかにも、6月11日に親族のみの内宴が行われ、女性皇族は皇太子妃の水色地綸子の本振袖をはじめ和装で出席しているほか、6月21日には立食で飲み物を手に歓談する「茶会」が行われた。

### 神宮に謁するの儀
諸外国の王室では新婚旅行に行ったことが報道され、日本の皇室でも結婚で皇籍離脱した島津貴子は宮崎県に新婚旅行に出かけている。また第125代天皇明仁とその皇后美智子が皇太子時代の1962年に同じ宮崎県を訪問したことは（結婚数年後であるが）実質的「新婚旅行」とみなされて昭和の時期に新婚旅行ブームを巻き起こしたが、皇太子夫妻が公式に新婚旅行をしている記録はない。ただし結婚の儀に関連する慣習として、6月25日に三重県の伊勢神宮と奈良県の神武天皇山陵に参拝し結婚の奉告をする神宮に謁するの儀（じんぐうにえっするのぎ）が行われ、一部の報道機関はこの2泊3日の旅行を「ハネムーン」と表現した。結婚1か月後までには、国賓を迎えての宮中晩餐会や岩手県へ初めての地方公務にでかけるなど忙しい日々が始まっている。

## 記念貨幣・切手

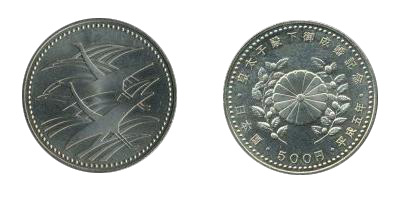
御成婚記念貨幣

二人の結婚を記念して日本円の記念硬貨が発行された。
貨幣デザインは平山郁夫と造幣局工芸官が担当し、前述した皇太子の婚約を詠う和歌にちなみ二羽の鶴と、菊花紋章と皇太子のお印・梓の葉をモチーフとしたものである。金貨200万枚、銀貨500万枚、白銅貨3000万枚が発行された。
日本の郵政省は結婚前日の6月8日に記念切手を発行した。種類は62円切手が2種4000万枚、70円切手が1500万枚で、後日夫妻の肖像入り62円小型シートも発売された。

## 費用と警備
国事行為たる公式行事に対し、使用された国費は3億5500万円であった。予算上は3つの国事行為に対し2億8600万とされた。うち宮中饗宴の儀に対しては総費用1億7000万円であった。このほかの皇室行事に対しては、皇室費用のうち天皇と内廷皇族の「御手元金」とされる、公金にあたらない内廷費が使われた。
警備上の主要な人員としては、当日のパレードのために5000人、あるいは8000人の警察官が動員され、沿道7.5メートルおきに配置された。事前には前回の皇太子結婚のときと同じく馬車の使用が検討されたが、交通事情や警備上の問題により実現しなかった。

### 関連して発生したテロ
結婚の儀の前後、日本国内では天皇・皇后の沖縄植樹祭訪問と東京サミット、皇太子結婚式を合わせて対象とする極左暴力集団の反皇室闘争によるテロが多発し、青蓮院など皇室ゆかりの寺社に対する連続放火事件が発生していた（京都寺社等同時放火事件）。続けて延べ約2,000人による「結婚式粉砕」を主張する集会やデモが1993年6月6日 - 6月9日までに日本全国19箇所で行われた。革労協狭間派は、宮内庁管理部長宅放火事件をはじめ4件のテロ、ゲリラ事件を発生させ、同集団や中核派による宮内庁関係者の個人に対するテロも発生した。警察庁はこれらに対し、アパートローラーなどを展開して対策を強化し、平成5年度に合計129人の活動家を検挙し、非公然アジトを9箇所摘発し抑えた。
また結婚の儀前日の6月8日、革労協狭間派の男女二人組のメンバーが東京都調布市で当時のチッソ社長宅の塀を乗り越えようとしたのを警察が発見した。住居侵入未遂と公務執行妨害でそのうち28歳の女性容疑者が現行犯逮捕され、男性は逃亡した。容疑者は時限式発火装置らしきものを仕掛けようとしていた。

## 社会への影響・反応

### 国民による祝賀
婚約内定から明るいニュースとして注目を集め、婚約会見当日には街頭の電光掲示板に正式決定の速報、デパートに祝福の垂れ幕が掲示されるなどした。婚約当時の不況の暗いムードを吹き飛ばすニュースとして、日本社会はお祝いのムードに沸き、新聞では号外が発行された。

#### 東京都内
小和田邸に近い目黒区の洗足商店街では、成婚前後にお祝いの横断幕や日の丸の小旗を掲げ、多数の記念商品やオリジナルグッズを発売し、小さな商店街は渋谷や新宿のように人が溢れた。同商店街では、その後も夫妻の結婚記念日や成婚10周年の日、敬宮愛子内親王の誕生の際の祝賀、雅子妃や愛子内親王の誕生日などにもお祝いの関連イベントやセールを行っている。あわせて目黒区の4つの町内会有志300人が、結婚の儀前日の6月8日夜に「小和田雅子さんをお送りするちょうちん行列」を行い、小和田家の人々も玄関で出迎えをし、人々の万歳三唱を受けた。
納采の儀に際しては1万2千人ほどの人々が皇居の坂下門付近に集まって祝意を表した。
前述のパレード沿道を20万人の人々が迎えたことに加え、1993年6月12日には明治神宮外苑で結婚を祝う提灯パレードと都民の集いが行われた。このときには皇太子夫妻も会場に出向いて、祝意に応えた。また東京都は、祝賀として6月7日 - 6月9日の間東京都庁をライトアップし、6月21日に東京体育館において夫妻を招いての「皇太子殿下御結婚祝賀記念式典」を東京都知事ほか約9200名の出席で行い、閣議決定の基準に基づいて東京都指定伝統工芸品である銀製の鶴の置物を献上した。なお、これら祝賀については、都知事ほかを被告とし、結婚の儀への出席や祝賀に公費を支出するのは憲法違反であるとして返還を求める裁判が行われたが、東京地方裁判所は原告である都民の請求を棄却した。

#### 新潟県内
雅子の本籍地である村上市をはじめとする新潟県内では、内定発表直後より、村上城跡での万歳三唱に始まって、上越市からは祝電を届け日の丸を掲げるなどした。村上市ではライトアップや祝賀の垂れ幕の設置、展覧会、記念植樹、雅子の伯叔父たちを招いて村上藩の士族にゆかりのある鮭の稚魚放流、前夜祭、当日の花火や漁船パレード、おしゃぎり曳き廻しと踊り行列、瀬波温泉コンコン祭りをこの年のみ成婚当日開催に変更するなど、あらゆるイベントで祝賀した。4月17日に新潟市の泉性寺を小和田家が墓参した際も、合計約5500人の市民が歓迎した。
雅子の父・恆の生まれた新潟県新発田市には、清水園の駐車場の一角にその生家の跡地があり、雅子の結婚を記念して彼女のお印であるハマナスの紅白花の木を植えた。

#### 祝賀の記帳
納采の儀・結婚の儀当日は、国民が祝意を示すための記帳所が皇居や民間団体などに設けられた。納采の記帳は総数1万1799人で、皇太子明仁結婚時の1007人、秋篠宮結婚時の1851人をはるかに上回る記録を残した。結婚の際には受付時間を延長して5万5千773人が記帳した（皇太子明仁結婚時は5608人、秋篠宮結婚時は7718人）のに加え、皇居へ直接行けない人のために産経新聞社が事務局を設けた「皇太子さま雅子さまご結婚慶賀実行委員会」がはがきでの記帳を受け付け、約53500枚のはがきを製本して宮内庁に届けた。

### 政治への影響・恩赦
1993年4月22日、衆議院の内閣委員会では、結婚の儀が行われる日を休日とする法案、皇室の内廷からこの結婚を記念して社会福祉団体に対する500万円以内の賜与を可能とすること、内閣の定める基準により婚姻を祝うための贈与を受けることができるようにする議案が提出され、賛成多数で可決された。
この会議の際は、山中邦紀（日本社会党）や山田英介（当時公明党）が結婚には祝意を示しつつ、政府委員らとの間で、賜与や予算の詳細への質問、結婚の儀の主体が結婚する本人たちではなく親の天皇による国事行為であるのは日本国憲法で結婚を両性の合意に基くとすること（第24条）に矛盾するとの意見や、宗教性のある儀式を国事行為として行うことに関する疑問（政教分離原則）を呈し、質疑が行われた。また山中は今回の結婚に際し選挙違反者の恩赦を行わないようにすべきではないかという意見を述べた。三浦久（日本共産党）は、結婚は天皇家の私事かつ神道の宗教行事でありそれに多額の血税をかけることは納得できず、国事行為の拡大解釈であると批判した。
4月23日には恩赦に関する政府方針が明らかになり、実施は特別基準恩赦のみとし、政令恩赦は実施されないことが発表された。当時は有権者の政治不信が根強く、選挙違反者に対しての救済が避けられた。
参議院では、4月7日に納采の儀に対し、6月3日に結婚の儀に対する賀詞（がし）の奉呈（ほうてい）が賛成多数で可決されたが、日本共産党は政策上の立場の違いからこれを国民主権に反するとして反対し、京都府議会でも同様に賀詞が採択されたが、同党議員団が抗議声明を出した。

### 人権団体による抗議
部落解放同盟は3月20日、宮内庁が小和田雅子に関し徹底した身元調査を行ったとされる件が内定以来大きく報道されたことを問題視し、結婚差別を助長するとして、三権の長と宮内庁長官に対し抗議文を送付した。

### マスメディアの報道

#### 日本国内の報道
前述のとおり、内定報道を皮切りにあらゆるメディアはこの件を報じ、概ね祝賀一色で、女性週刊誌の表紙は金色の地にタイトルが書かれていた。文化人では林真理子、松原惇子、猪口邦子、曽野綾子、田辺聖子、田嶋陽子などが祝賀コメントを発表した。残間里江子は、自分よりも学歴・収入・身長などが低い女性をパートナーに選びたがる日本男性の中で、雅子という女性を選んだ皇太子の器の「大きさ」に女たちは感激したと記している。
ジャーナリストの亀井淳は、この5年前の昭和天皇崩御による「自粛」の連鎖を経た一般市民の反応には、報道の熱狂に対してクールな部分もあり、若い働く女性からは（せっかくキャリアを積んだ女性が皇室入りして仕事を辞めるのは）「もったいない」という意見もあったとした。しかしマスコミが、再三にわたり断られていた事実にも関わらず、無理に一途な男の愛の物語に仕立てようと、（小和田家など）意思を「貫かれる側」の立場に立たない報道が繰り広げられたと評し、1月19日の婚約会見以降、マスコミの熱は宮沢りえの婚約解消騒動の影響や、二人の様子に「ラブストーリー」が感じられないとして冷めていったと分析した。また2月前後には、週刊誌が皇室内の「いじめ」が始まるといった、バッシングを煽るような内容の記事を載せ始め、保守系雑誌『諸君!』には小堀桂一郎や酒井信彦などの、小舅めいた「説教」や記者会見で二人が饒舌だったことを批判する「諫言」が掲載された。亀井はご成婚が「盛り上がらない」という報道などを紹介し、ミッチー・ブームの時代背景と比較して今回はさほど人心を捉えず、大量の報道は政府やマスコミによる国民への意識操作の面があると主張した。ただし、亀井の分析は1993年4月時点のもので結婚の儀以降の国民の反応（祝賀の記帳や当日の視聴率など）は対象ではない。
また、亀井は報道協定について、報道のモラルを守るという自明のことを明文化しなければ守れず、大政翼賛会的な規制に易々と従った、日本のマスコミの水準の低さを示す恥ずべき歴史と強く批判した。

#### 沖縄県の報道
結婚の儀当日、ラジオ沖縄では通常番組を編成した。10時からの定時ニュースで「まもなく結婚の儀が始まります」と淡々と読み上げたラジオ沖縄の工藤幸男アナウンサーは、日本民間放送労働組合連合会沖縄地方連合会委員長であり、沖縄テレビと琉球放送に「節度ある報道」を申し入れたが、特別編成は崩せなかった。沖縄テレビはフジテレビ（FNN）、琉球放送テレビはTBSテレビ（JNN）、琉球放送ラジオはTBSラジオ（JRN）の特別番組を放送している。

#### 諸外国の報道
日本国外のマスメディアでは、国内で「噂」とされてきた件が事実としてはっきりと報道され、婚約に至る過程が、高いキャリアを持つ女性が「いやいやながら」（アメリカ『ザ・ボストン・グローブ』コーリン・ニッカーソン）、「犠牲的行為」（アメリカ『ヴァニティ・フェア』エドワード・クライン）で受諾した愛のない結婚であるという文脈の記事があったり、雅子や父・恆の仕事上のライバル、または旧華族が彼らの足を引っ張ろうと悪意で流した男女交際や性的なスキャンダルに関する話を日本のマスコミが聞きつけ、出身大学などを取材したもののいずれもデマで空振りに終わったなど、率直な内容となっている。
雅子の現代性は興味深いものとして紹介され、そういった女性が古い伝統に挑戦することに期待する内容（オーストラリア『ジ・オーストラリアン・マガジン』レスリー・ホワイト、ドイツ版『Marie claire』など）、林真理子が日本で発表した時評を引用しながら、皇室の伝統の中で厳しい道を歩むのではと案じる内容（シンガポール『ハー・ワールド』関永堅）があった。またドイツの高級週刊紙『ディー・ツァイト』は彼女の決断を自分自身で決めたものであり「雅子さんは一人の愛国者なのである」と評した。
ほかには、スキャンダルと無縁なこのカップルを同時期のイギリス王室のチャールズ3世（当時皇太子）・同妃ダイアナ夫妻の別居問題と対比し、同王室の「不幸」を嘆く論調もイギリスの雑誌（イギリス『ジ・オブザーバー・マガジン』マレー・セイル）や高級紙・大衆紙をはじめ各国でみられた。一方で日本のメディアが報道協定に屈したことや、宮内庁の堅苦しさに対する批判もあった。
徳岡孝夫はこれらの見方に対し、結婚というごく私的な問題を外部から「愛がなかった」などと決めつけることに批判的見方をし、外国人記者の日本文化への無知や、彼らの日本人妻が女性週刊誌報道や噂話で聞いた情報をまた聞きにしているという推察、主流のアメリカ的ジャーナリズムに気高い者の裏を暴いて笑おうとするタブロイド的シニシズムがあると指摘して、すべて事実と捉えることに対しては注意を促した。

### テレビ放送と視聴率
結婚の儀当日、各テレビ局はほぼ全局長時間特別番組を組み、一日の流れを生放送で伝えた。NHK総合テレビは『皇太子さま・雅子さん　結婚の儀』（8時30分 - 11時25分）・『朝見の儀・パレード』（14時45分 - 17時40分）、日本テレビは『NNN皇太子さま・雅子さんご成婚スペシャル 麗しのプリンセス誕生! 14時間テレビ』（5時59分 - 19時）として雅子が当日実家を出るところから、TBSテレビは『雅子妃殿下誕生絵巻』（5時45分 - 20時54分）で、放送のメインは賢所での結婚の儀、朝見の儀、パレードの生中継である。テレビ東京は『特別番組 皇太子さま雅子さまご結婚中継』(6時 - 6時55分・9時30分 - 11時・14時55分 - 18時)。フジテレビには皇太子がファンだったというブルック・シールズが生出演した。ハイビジョン試験放送は『ご結婚おめでとう 皇太子さま雅子さま』（9時 - 13時、民放共同制作・13時 - 21時、NHK制作）を放送。
結婚の儀テレビ特番のビデオリサーチ調べによる視聴率は、NHK教育テレビを除く総世帯視聴率が結婚の儀の10時12分時点で77.9％、パレード終了直後の瞬間最高視聴率が79.2％を記録した。テレビ局別の平均視聴率ではNHK総合テレビが最も高く、10時台に35.1％、16時 - 18時に29.6％を記録している。また同社の別の調査で、2012年までの50年間の調査中におけるHUT（総世帯視聴率）上位20（6時 - 24時平均、関東地区）では、この日のHUTがあさま山荘事件、昭和天皇大喪の礼の中継があった日に次ぐ歴代3位の62.0%であった。
国外では、同日10時より、CNNが世界200か国以上で衛星中継による1時間の特別番組を放送した。

### その他の反応
結婚前後に注目された雅子のファッションは、結婚後4年経っても特集号が出版されるなど人気を得ている。
内定直後から雅子のセンスが光るファッション面などの景気浮揚に期待する声が上がる半面、シンクタンクによる経済効果の試算は3兆3億3千万円から3千億円までと評価が分かれた。
一方で、才色兼備のキャリアウーマンとしての雅子に期待した向きからは、婚約会見で保守的な皇室ファッションに身を包んだ彼女を、その個性が封じ込められたとして一種の失望を覚える声もあった。たとえば、小説家の林真理子は、会見の雅子を「あまりお似合いとはいえない帽子」を被り、「我々のよく知っている雅子さんではなく、全く別の女性」という印象を受けたとし、皇室に新風を吹き込むことを期待された彼女が巨大な力により瞬時に「規格品」にされたと嘆いた。元MICHIKO LONDONコーディネーターでロンドン在住の作家・入江敦彦は当時、ドイツのイエーガーなど知識階級に支持されるブランドを着こなし、颯爽として知的な美を持つ雅子に宮中服が似合わないという感想を持ち、人気はあるがファッションセンスは「decent」と言われていたダイアナ妃と比較して、キャリアファッションを武器に「recent」（最近の、新しい）な装いを見せていただきたいとその後に期待した。
しかし一方で、取材を続けてきた読売新聞の社会部は、それまでのシナリオに沿ったような皇族の会見と違い、自分の心を自分の言葉で語る雅子や皇太子の率直な言葉に、皇室に新風を吹き込む新鮮な印象を持ったと伝えた。
また逆に保守的な皇室支持者の間からは、会見で挙げた皇太子のプロポーズの言葉に「何から守るというのか（皇族が守るべきは妃よりも国民であるとして）」、「（殿下を幸せにして差し上げたいとは）お立場を弁えていない」などのほか、皇太子より数十秒長くしゃべったことに対してまで批判が起きた。
秘境駅として知られる静岡県磐田郡水窪町（当時。現・浜松市天竜区）のJR東海飯田線の小和田駅（こわだえき）は、「小和田」と同字異音のため成婚前後に注目を集め、恋愛成就にあやかろうとする人々で賑わった。水窪町（当時）は同駅下にある広場で結婚式を開きたいカップルを募集し、うち1組が挙式を行っている。その結婚式を記念して設置された「愛」と書かれたベンチや結婚式の写真などは、今も駅に残されている。
なお厚生省による「人口動態統計速報」では、1993年6月になされた日本での結婚は全国で8万2323件になり、前年比で1万人以上増えており皇太子夫妻への「あやかり婚」とされた。

### 関連商品

#### 音楽
パレードでも演奏された「新・祝典行進曲」は團伊玖磨作曲による作品で、これが収録されたアルバムが2種発売された。音楽之友社より楽譜も発売されている。また、クラシック音楽をバックに会見や皇太子の和歌を集めたCD『おめでとう! 皇太子さま雅子さま』をポニーキャニオンが発売している。
同じくパレードの音楽「平成の春」を指揮した近衛秀健は、このほかにも皇太子にヴィオラ独奏曲「ロマンス」を捧げ、CD『ロイヤル・ウェディング・アルバム』（ソニー）を発売した。
また、ジョン・ウィリアムズは当時常任指揮者を務めていたボストン・ポップス・オーケストラ日本公演に際し、結婚にささげるロイヤル・ファンファーレ「雅の鐘（Sound the Bells!）」を発表。

#### その他商品
京王帝都電鉄はご成婚記念乗車券を3枚1組、1万セット販売した。東京都交通局は、6月9日から7月8日までの任意の1日に、同局運営の交通機関に何度でも乗車できる「皇太子殿下御成婚記念都電・都バス・都営地下鉄一日乗車券」を1万1000部発行した。
玩具メーカーのタカラは、着せ替え人形・ジェニーとジェフのロイヤルウェディングペアセットを発売した。十二単・束帯のセットが3万5000円、ローブデコルテ・モーニングのセットが1万4000円で、百貨店などで販売された。

### テーマとした作品
漫画家の小林よしのりは、結婚の儀に関する一連のマスコミ報道への違和感を『SPA!』連載中の『ゴーマニズム宣言』で「カバ焼きの日」と題した時事ギャグ漫画として表現したが、編集部による掲載拒否にあい、原稿を青林堂に持ち込み、原稿料無料で『ガロ』1993年9月号にて特別篇として掲載した。単行本版には収録された。
島田雅彦が2000年から発表した小説代表作シリーズである『無限カノン』三部作、とくに第二作『美しい魂』は、主人公の青年・カヲルと皇太子妃候補となる麻川不二子との恋愛をメインテーマとしており、不二子の生い立ちや皇太子清仁親王（英宮）との婚約の経緯は皇太子夫妻の結婚と同時期に設定されている。島田は作品の真意が誤解されないよう、入念な直しを加え、不二子が雅子妃と同定されるキャラクターにならないよう慎重に配慮を行った。また島田は皇室に対する戯画的な表現や「おちょくり」により問題を引き起こすことには否定的であった。しかし当初予定されていた『美しい魂』出版予定日が、雅子妃の愛子内親王出産予定日と重なった。『風流夢譚』事件や他の文学者が経験した右翼団体の脅迫行為を知る島田は、それらの暴力的反発、またこれに対し決定稿をさらに改変することによって作品の起爆力を失うことを恐れ、版元との話し合いの末、出版延期を決意した。結局、同書は2003年に決定稿のまま出版された。

### 競馬
日本中央競馬会（JRA）は、結婚の儀を奉祝するために、結婚の儀の前後の5月30日の東京競馬場のメインレースを、「皇太子殿下御成婚奉祝 第60回東京優駿」。6月13日の阪神競馬場のメインレースを「皇太子殿下御成婚奉祝 第34回宝塚記念」。とそれぞれ改題し、「奉祝競走」として施行された。